# Конфликт Тейлор Свифт и Канье Уэста
Конфликт Тейлор Свифт и Канье Уэста — одна из крупнейших историй вражды между знаменитостями, начавшаяся на MTV Video Music Awards 2009 года между американской исполнительницей Тейлор Свифт и рэпером Канье Уэстом. В конфликт были вовлечены такие знаменитости, как Леди Гага, Барак Обама, Бейонсе, Ким Кардашьян, Джастин Бибер и многие другие.

## История конфликта

### 2009: начало конфликта, Video Music Awards 2009.

Канье Уэст прерывает речь Тейлор Свифт.

Во время церемонии награждения Тейлор Свифт на MTV Video Music Awards 2009 рэпер Канье Уэст вышел на сцену и отобрал микрофон у Тейлор, когда та произносила речь благодарности за награду в категории «Лучшее женское видео» за видео «You Belong with Me», и сказал, что видео Бейонсе «Single Ladies (Put a Ring on It)», номинированное в этой же категории, является «одним из самых лучших видео всех времён». Эта выходка была негативно воспринята аудиторией. Затем Уэст вернул микрофон обескураженной и совершенно расстроенной Тейлор, которая не завершила свою речь. За свои действия Уэст на оставшуюся часть церемонии был выпровожен. Впоследствии Уэст принёс извинения за свои действия в своём блоге, но позднее запись была удалена. Многие знаменитости критиковали Уэста за его выходку, включая тогдашнего президента США Барака Обаму, а певица Леди Гага отменила планируемый ранее совместный тур с рэпером после произошедшего. Позднее Канье опубликовал в своём блоге второе извинение и публично выступил с извинением в программе The Jay Leno Show.

### 2013—2015: предпосылки к возобновлению конфликта
В 2013 году Канье Уэст дал интервью для The New York Times, где сказал, что не жалеет об инциденте 2009 года.
В обширном интервью 2019 года Тейлор Свифт сообщила, что перед Video Music Awards 2015 Канье Уэст позвонил ей, чтобы лично попросить её вручить ему награду «Vanguard Award», в которой он был заранее объявлен победителем, на что она согласилась.
Но вот приходит «VMA 2015», он получает «Video Vanguard Award». Он позвонил мне заранее, но я не делала незаконную запись, поэтому не могу её включить. Но он позвонил мне за неделю или около того перед мероприятием и наш разговор шёл часами, он тогда сказал: «Я очень, очень хочу, чтобы ты вручила мне  «Vanguard Award», это будет так много значить для меня» и перечислял причины почему это будет важно для него, ведь он может быть очень милым человеком. Он может быть самым милым человеком. И я была так взволнована по поводу того, что он попросил меня об этом. И я написала речь, а потом мы приехали на «VMA» и он там кричит: «MTV заставит представить Тейлор Свифт эту награду для рейтингов!» [Его точные слова: «Вы знаете сколько раз они объявили о том, что Тейлор Свифт будет вручать эту награду потому что она им будет приносить больше рейтингов?»]. И тогда я стою в обнимку с его женой, а по моей спине пробежал холод. Я поняла, что он такой двуличный. Что он хочет быть добрым для меня за кулисами, но выглядеть крутым, начиная говорить хрень обо мне перед всеми.Интервью Тейлор Свифт для Rolling Stone, 2019 год.

### 2016—2017: Famous иReputation
В 2016 году Канье Уэст выпустил песню «Famous», где присутствует строчка: «Я считаю, что Тейлор и я всё ещё можем заняться сексом. Почему? Я сделал эту стерву знаменитой». Позднее, на 58-й церемонии «Грэмми» Свифт дала речь, которую восприняли как ответ Уэсту.
На вашем пути будут встречаться люди, которые попытаются принизить ваш успех и присвоить себе ваши заслуги, но если вы сфокусируетесь на своей работе и не дадите окружающим с него свернуть, когда-нибудь вы доберётесь до места назначения, оглянетесь назад и поймёте, что это были вы и люди, которые любят вас — те, кто провели вас сюда. И это будет лучшее чувство на свете.Речь Тейлор Свифт на 58-й церемонии Грэмми.

Кадр из музыкального видео на песню «Famous» с обнажённой восковой фигурой Тейлор Свифт (в оригинальном музыкальном видео цензура отсутствует).

1 июля 2016 года вышло музыкальное видео на песню «Famous», где были изображены голые восковые фигуры различных знаменитостей, включая фигуру Тейлор Свифт. Ким Кардашьян, жена Канье Уэста, начала публиковать отрывки длиной до 30 секунд из видео с разговором Свифт и Уэста по телефону, которые были сопоставлены так, что Тейлор Свифт якобы согласилась на своё упоминание в том виде, в котором оно было опубликовано в песне. Свифт была обвинена во лжи, и началась интернет-травля и атака на её социальные сети, чему посвящена часть документального фильма Мисс Американа. Тейлор Свифт опубликовала пост в своих социальных сетях, где ответила на обвинения в свой адрес.
Где видео, в котором Канье говорит мне, что он собирается назвать меня «этой стервой» в своей песне? Его не существует, потому что этого никогда не происходило. Ты не можешь контролировать то, какой будет эмоциональная реакция человека, которого назвали «этой стервой» на глазах у всего мира. Конечно, я хотела, чтобы песня в итоге мне понравилась. Я хотела верить Канье, когда он сказал, что она мне понравится. Я хотела, чтобы у нас были дружеские отношения. Он обещал включить мне песню, но не сделал этого. Как бы я не хотела поддержать Канье, когда мы говорили по телефону, ты не можешь «одобрить» песню, которую ты никогда не слышал. Необоснованно выставлять меня лгуньей, когда мне никогда не предоставляли полную версию песни и никогда не присылали какую-либо записанную часть из неё — это подрыв репутации. Я бы очень хотела быть исключённой из этой истории, частью которой я никогда не просила быть, начиная с 2009 года.Пост Тейлор Свифт в ответ на обвинения в 2016 году.
25 августа 2017 года Свифт выпустила свой первый сингл из альбома Reputation под названием «Look What You Made Me Do», который критики отметили как её вхождение в «тёмную сторону поп-музыки». В статье Rolling Stone было отмечено, что песня ознаменовала продолжение вражды между Свифт и Канье Уэстом. К синглу было выпущено музыкальное видео, в котором одно из альтер эго Свифт в образе с MTV Video Music Awards 2009 повторяет фразу из её ответа на обвинения в 2016 году: «Я бы очень хотела быть исключённой из этой истории», а в начале было представлено надгробие с надписью «репутация Тейлор Свифт». Песня возглавила национальные чарты США, Канады, Великобритании и других стран. 10 ноября 2017 года вышел альбом Reputation, который на территории США продался тиражом в более чем миллион копий за первую неделю. В альбоме продолжала исследоваться тема репутации, а песня «This Is Why We Can’t Have Nice Things» («Вот почему у нас не может быть ничего хорошего») была воспринята публикой и изданиями как дисс в сторону Канье Уэста.

### Итоги
В 2018 году Уэст сообщил, что из-за конфликта с Тейлор Свифт у него ухудшились отношения с радиостанциями, а также это оказало влияние на его психическое здоровье. В 2019 году Свифт дала интервью для Rolling Stone, где раскрыла подробности истории их конфликта.

## Реакция общественности

### Реакция на MTV Video Music Awards 2009

Кадр из эпизода Baby Got Black мультсериала Гриффины, пародирующий инцидент на церемонии MTV Video Music Awards 2009.

Множество знаменитостей выразили поддержку Тейлор Свифт и осудили Канье Уэста, включая Пинк, Бейонсе и Барака Обаму. Инцидент на MTV Video Music Awards 2009 стал объектом для мемов и пародий.

### Реакция на музыкальное видео «Famous»
Актриса Лина Данэм сказала, что музыкальное видео вызывает у неё «тошнотворное чувство дискомфорта», выразив свою обеспокоенность по поводу его содержания: «Я должна наблюдать за обнажёнными и бессознательными восковыми телами знаменитых женщин, скрюченными так, словно их накачали наркотиками и отшвырнули в сторону?». Крис Браун, чья восковая фигура также была изображена в музыкальном видео, выложил скриншот из видео в своём личном блоге и назвал Канье Уэста «талантливым, но сумасшедшим».